# Bombarde (orgue)

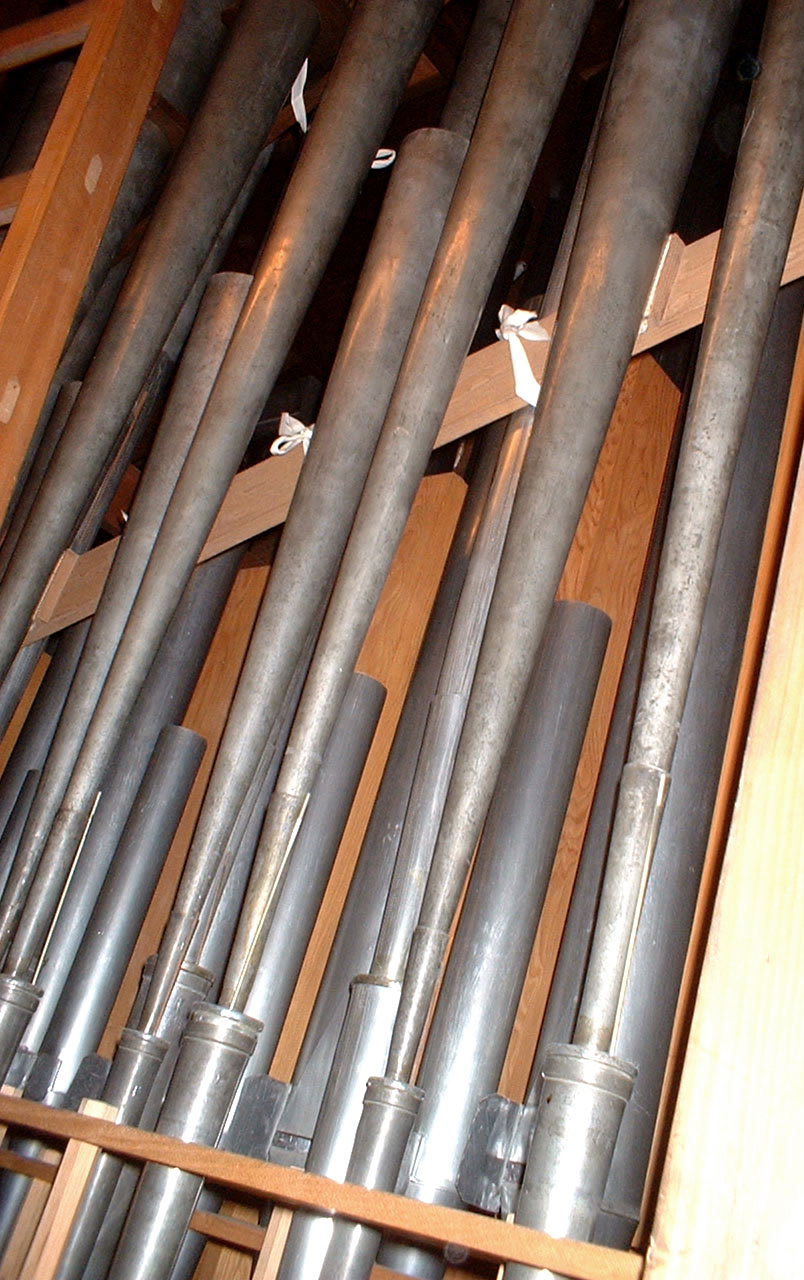
Sommier de pédale avec pieds de trompettes et de bombardes.

Pour les articles homonymes, voir Bombarde.
La Bombarde est un jeu d'orgue appartenant à la famille des jeux d'anche.
Dans l'orgue classique français, la bombarde est le jeu le plus puissant. Elle appartient à la même famille de timbre que la trompette et le clairon avec lesquels elle forme la "batterie d'anches". La bombarde est en fait un jeu de trompette d'orgue parlant une ou deux octaves plus bas. Elle se décline généralement en 16 et en 32 pieds. En 16 pieds on la trouve aux claviers manuels ou à la pédale. En 32 pieds elle est en principe réservée à la pédale et peut aussi porter le nom de Contre-Bombarde. La première Bombarde de 32 en France a été installée au grand orgue de la cathédrale de Nancy en 1814.
Généralement construite en étain, elle peut aussi exister en bois et pour les notes les plus basses, le résonateur peut avoir une demi longueur (on dit alors que la bombarde est acoustique). Au contraire les notes plus aiguës peuvent avoir un résonateur de double longueur, il s'agit alors d'une bombarde harmonique, largement employée par le célèbre facteur d'orgue français Aristide Cavaillé-Coll (XIXe).
Sa sonorité grasse et puissante n'a rien à voir avec celle de son homonyme instrumental, la bombarde bretonne qui s'apparente plutôt au hautbois ou au chalumeau. Le son de la bombarde d'orgue rappelle le trombone ou le tuba. Mais les notes les plus graves d'une bombarde de 32 créent plutôt un effet de grondement de tonnerre très impressionnant.

## Clavierde Bombarde
Dans l'orgue classique français, le clavier de Bombarde est un clavier indépendant où l'on installe les jeux d'anche les plus puissants de l'instrument, parfois uniquement la bombarde, d'où son nom. Le clavier de bombarde permet d’avoir les anches sur un clavier séparé et de les mélanger aux autres jeux de l'orgue sans qu’il y ait de déperdition d’énergie pour les jeux d’anches, gros consommateurs de pression d'air. En outre il constitue un plan sonore supplémentaire, au niveau de la registration, qui permet de grandes variétés de couleur. En pratique les claviers de Grand Orgue et de Bombarde sont complémentaires.
Par exemple, voici la composition du clavier de Bombarde du grand orgue Rudolf von Beckerath de l'Oratoire St-Joseph (Montréal) :
Bourdon 16'
Flûte en montre 8'
Prestant 4'
Gros Nazard 5 1/3'
Grosse Tierce 3 1/5'
Nazard 2 2/3'
Quarte de Nazard 2'
Tierce 1 3/5'
Grande Fourniture VI
Bombarde en chamade 16'
Trompette en chamade 8'
Clairon en chamade 4'

## Exemple sonore
Jean-François d'Andrieu : « Duo de cors de chasse », extrait de la suite pour orgue en ré majeur joué sur un orgue numérique.
Registration :
- Main gauche au G.O. : Bombarde 16
- Main droite au Positif : Trompette 8 et Chamades 8